# رحیم‌لی (شابران)
رحیم‌لی (به لاتین: Rəhimli) یک منطقه مسکونی در جمهوری آذربایجان است که در شهرستان شابران واقع شده است. رحیم‌لی ۱۳۶۳ نفر جمعیت دارد.